# Verlag Versorgungswirtschaft
Die Verlag Versorgungs- und Kommunalwirtschaft GmbH (vormals Verlag Versorgungswirtschaft) ist ein Fachverlag, der 1949 gegründet wurde. Standort des Verlags ist München. Die Gesellschaft ist auf Fachmedien zu betriebswirtschaftlichen, rechtlichen und steuerrechtlichen Fragestellungen von Unternehmen, die auf dem Energiesektor und der Infrastrukturversorgung (Strom, Gas, Wasser) arbeiten, und wirtschaftliche Betätigungen der öffentlichen Hand spezialisiert.
Die Angebote richten sich an Fach- und Führungskräfte in Versorgungsunternehmen, an die jeweiligen Anteilseigner dieser Unternehmen, also private Gesellschafter und öffentlich geprägte Institutionen wie Städte, Gemeinden, Landkreise und deren Zusammenschlüsse sowie deren (Steuer-)Berater und Rechnungs- sowie Abschlussprüfer. Das Verlagsprogramm umfasst die Monatszeitschriften, Online- und Präsenzseminare, gedruckte Fachbücher sowie die in einer separaten Online-Bibliothek edierten Online-Bücher.

## Verlagsbereiche

### Monatszeitschriften
Seit 1949 erscheint die Monatszeitschrift „Versorgungswirtschaft“ für Betriebswirtschaft, Wirtschaftsrecht und Steuerrecht der Elektrizitäts-, Gas- und Wasserwerke. Inhaltlich berücksichtigt die Zeitschrift die insbesondere in den letzten beiden Jahrzehnten tiefgreifenden Änderungen in der Energie- und Versorgungswirtschaft. Kern der Zeitschrift sind Fachartikel, gegliedert in die Rubriken Wirtschaftsrecht, Steuerrecht, Besonderes Steuer- und Abgabenrecht der Kommunen sowie Arbeits- und Sozialversicherungsrecht. Buchbesprechungen und aktuelle Kurzmeldungen runden das inhaltliche Spektrum ab. Ein Teil der Inhalte ist auch ohne Registrierung online abrufbar.
Seit Mai 2023 erscheint neu die Monatszeitschrift „Gemeindewirtschaft“. Sie ist die neue Stimme für finanzrelevante Fragestellungen der öffentlichen Hand in Verwaltung und Beratung.

### Online- und Präsenzseminare
Die Themen der Veranstaltungen kommen aus den Verlagsschwerpunkten Betriebswirtschaft, Wirtschafts- und Steuerrecht der Elektrizitäts-, Gas- und Wasserwerke sowie der kommunal geprägten Unternehmen und deren Anteilseigner. 

### Gedruckte Fachbücher
In der Reihe „Sonderdrucke“ gibt der Verlag Fachbücher zu betriebswirtschaftlichen, rechtlichen und steuerrechtlichen Fragestellungen in der Versorgungswirtschaft wie auch für Zielgruppen der öffentlichen Hand heraus. 

### Online-Bibliothek
In der Online-Bibliothek werden die Inhalte der Werke von den Autoren gepflegt und regelmäßig aktualisiert. Dadurch wird die schnelle Bereitstellung von Änderungen/Neuerungen aus Gesetzgebung, Rechtsprechung und Verwaltung (Finanzbehörden, Bundesnetzagentur usw.) gewährleistet.